# Kairuán
Kairuán, Kajraván, Kairouan (arabul: القيروان, Qeirwān, más néven al-Qayrawan) a tunéziai Kairuán-kormányzóság fővárosa. Az UNESCO-Világörökség része. A várost az Omajjádok alapították 670 körül.  I. Muávija omajjád kalifa korszakában a szunnita iszlám és a Korán-tanulás fontos központjává vált. A városban található az Uqba szent mecset. 2014-ben a városnak körülbelül 186 653 lakosa volt.

## Fekvése
Szúszától délre, a keleti parttól 50 km-re, Monasztirtól 75 km-re és Tunisztól 184 km-re fekvő település.

## Története
A várost a hagyományok szerint az első hódító arab vezér, Oqba Ibn Nafi alapította 671-ben. Itt állította meg karavánját, innen származik a Kairuán (Kaioruan) elnevezés.
Az alapítók azonban nem sokáig örülhettek nyugalmuknak, 688-ban a keresztény berber törzsek Kosaila vezetésével a nyugati hegyekből támadva elfoglalták, fölforgatták a várost. Később 702-ben az arabok, keletről visszatérve, Hassan Ben Nomane vezetésével a Kahina, a prófétanő vezette berber hadakra megsemmisítő csapást mértek. Hassan ismét arab fővárossá tette Kairuánt.
A város a sok megpróbáltatás után a 8–9. századra virágzó fejlődésnek indult, különösen az aglabidák idején. Bár meg kellett osztania fővárosi szerepkörét a fatimidák idején Mahdiával, Kairuán ennek következtében még bővült is Mansouriával, a fejedelmi külvárossal.
1057-ben a hilali törzsek megtámadták és lerombolták a várost, mely elvesztette fővárosi státuszát is. Azóta maradt az ami ma is: a szent város, a legszentebb Maghrebben, ahol az igazhitű hét zarándoklata felér egy mekkaival. Azért, mert mint a hit tudósai mondják, a francia gyarmati hadsereg profanizálta a várost, devalválva ezzel a szent helyek értékét.

## A mai Kairuán
A mai város több mint 70 000 lakosával Tunézia ötödik városa, kormányzósági székhely. A város vonzáskörzete a csapadékszegény klíma (évi 300 mm) ellenére jelentős mezőgazdasági vidék, számottevő gabonatermesztéssel. Ez a városban jelentős cserepiacot teremtett, amit csak növelt az országos hírű szőnyegszövő kisipari tevékenység. A zarándok- és turistaforgalmat is beszámítva Kairuán fontos és hagyományos kereskedelmi centrum.
A város azonban mindenekelőtt vallási központ, búcsújáró hely.

## Nevezetességek
- Nagymecset
- Sidi Sahab Zaonia
- Aglabida medencék
- Bab el Khoukha kapu
- Bab es Suhada
- Sidi Abid el Gariani mauzóleum
- Három kapu mecset (Mosqué des Trois Portes)
- Bir Barouta kútja

## Galéria

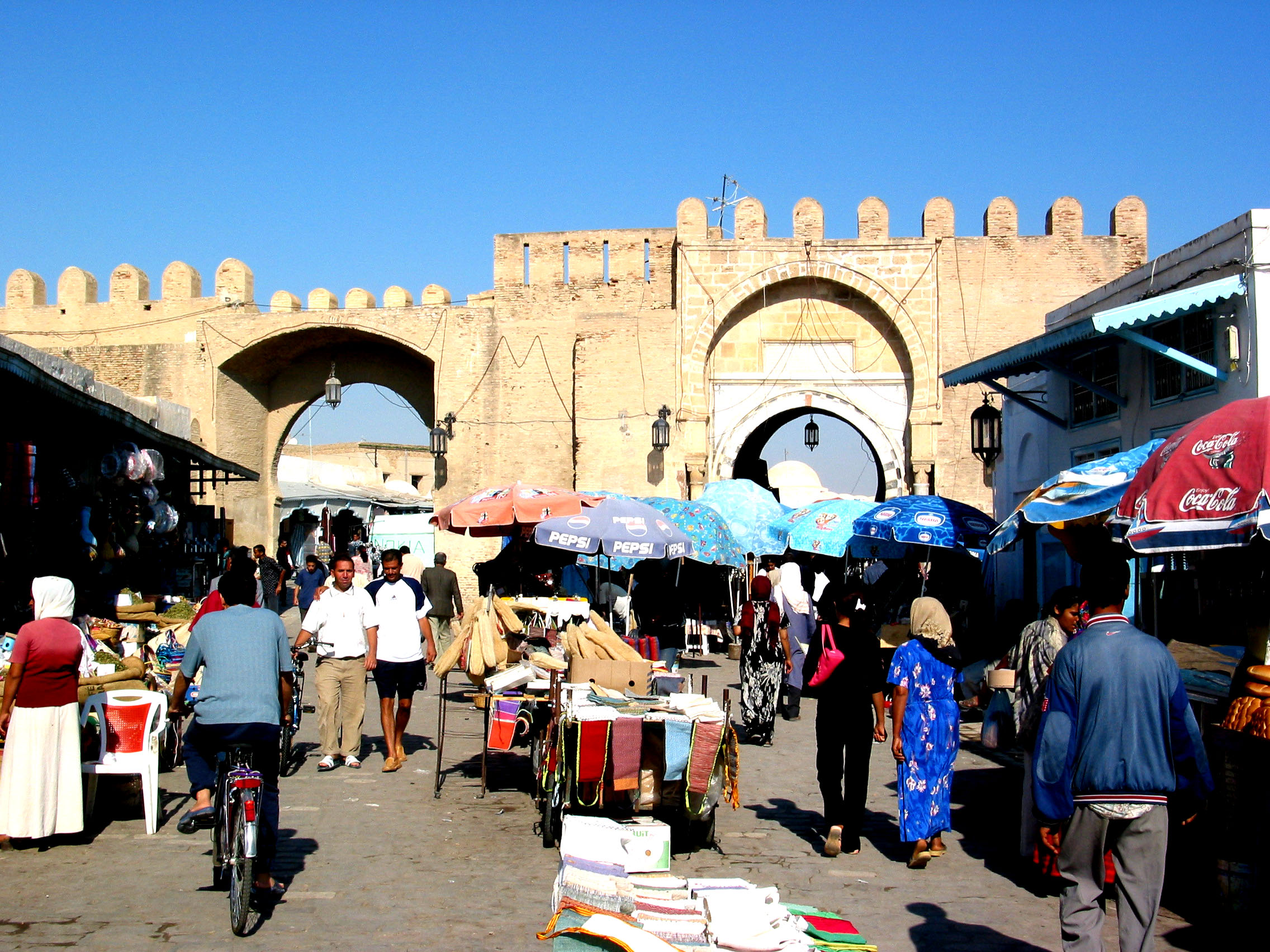
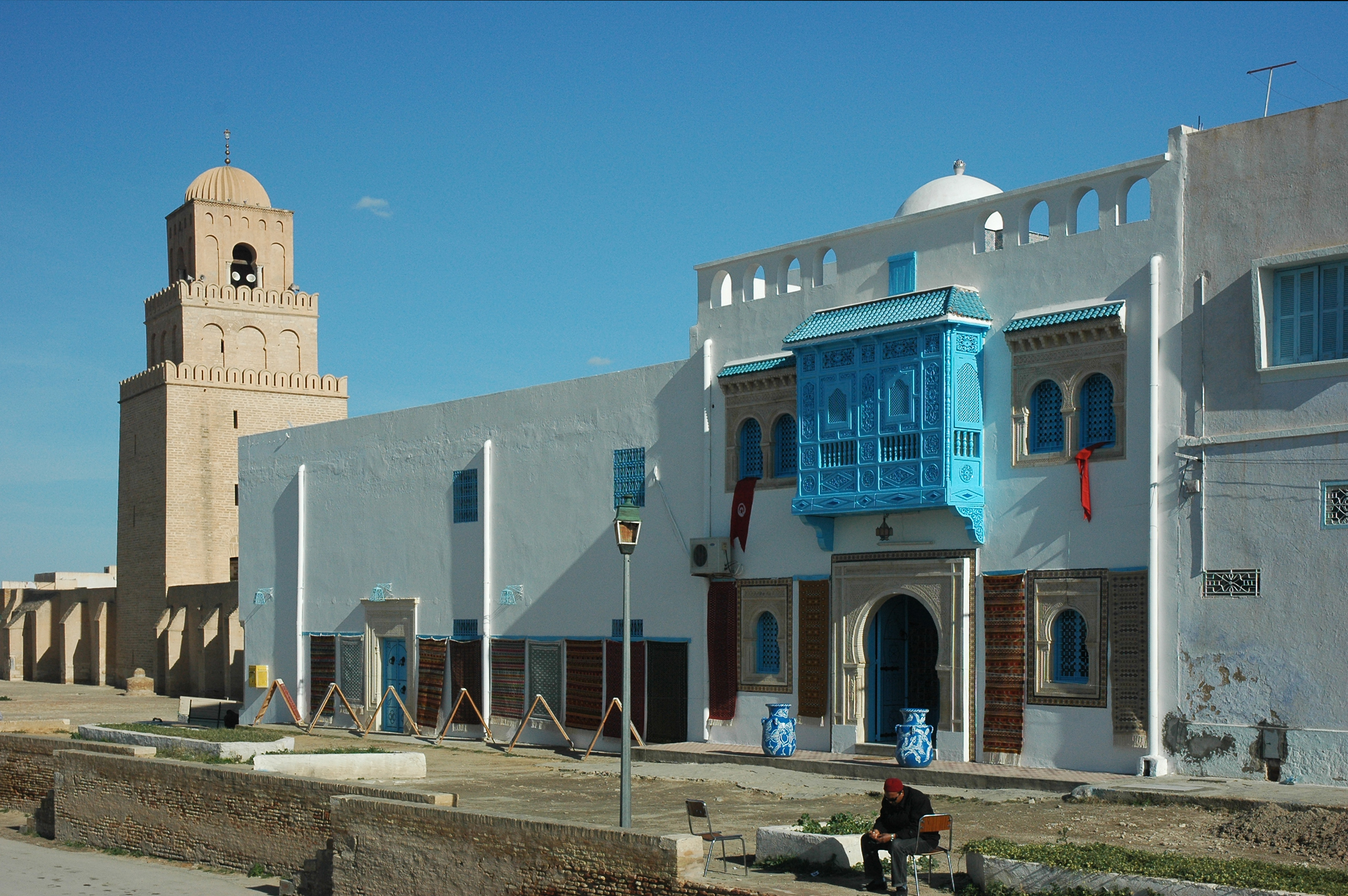
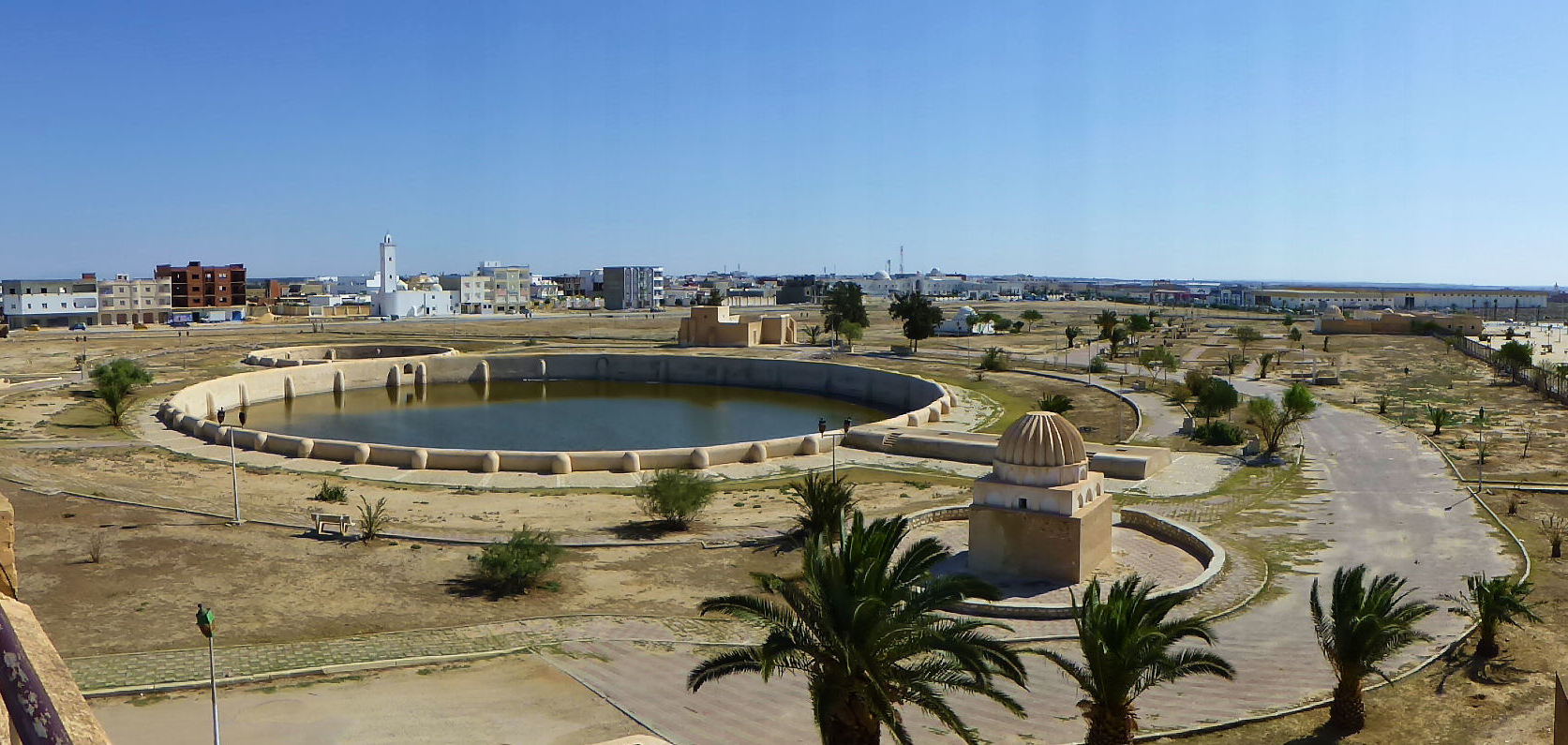
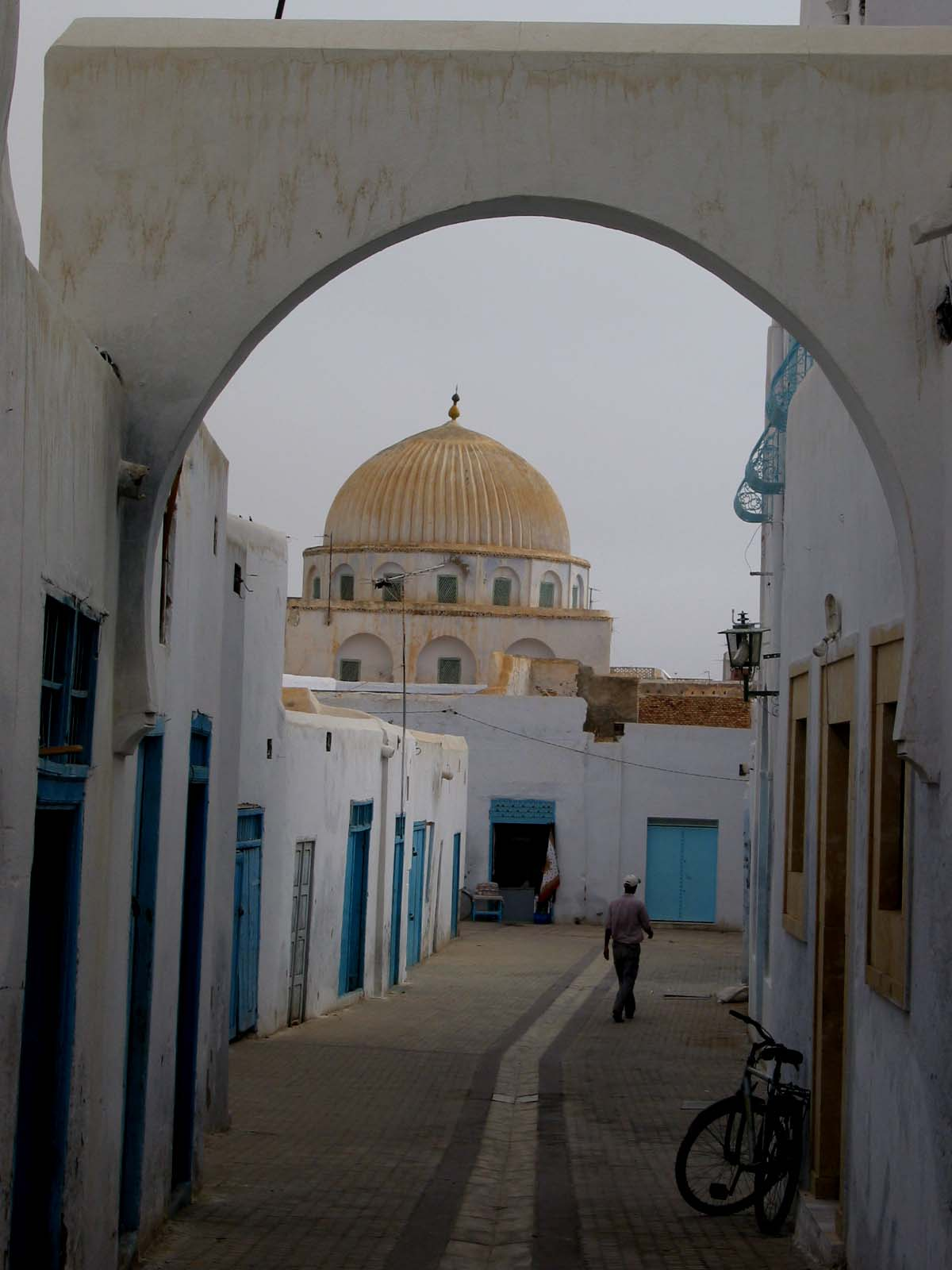
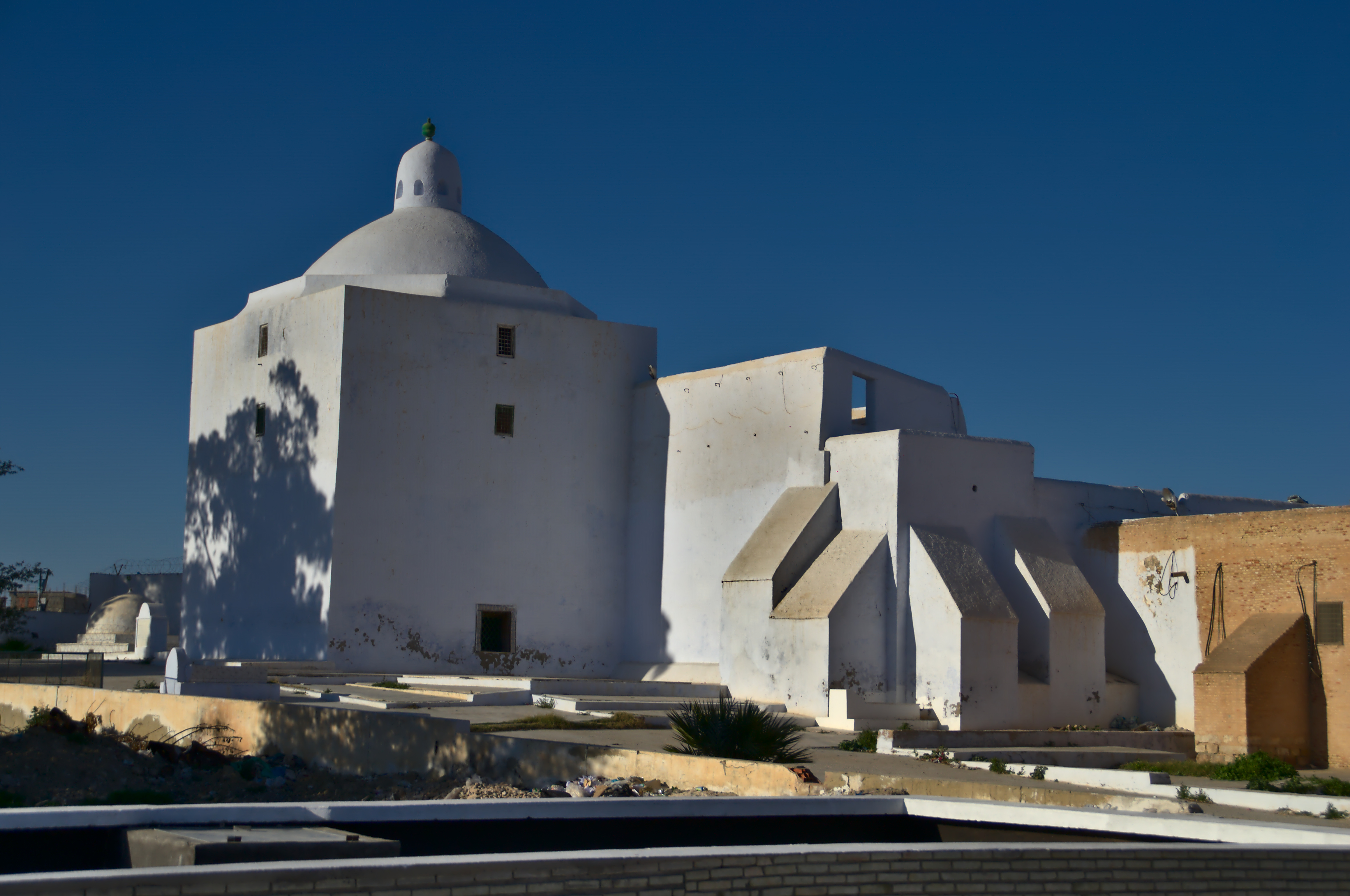
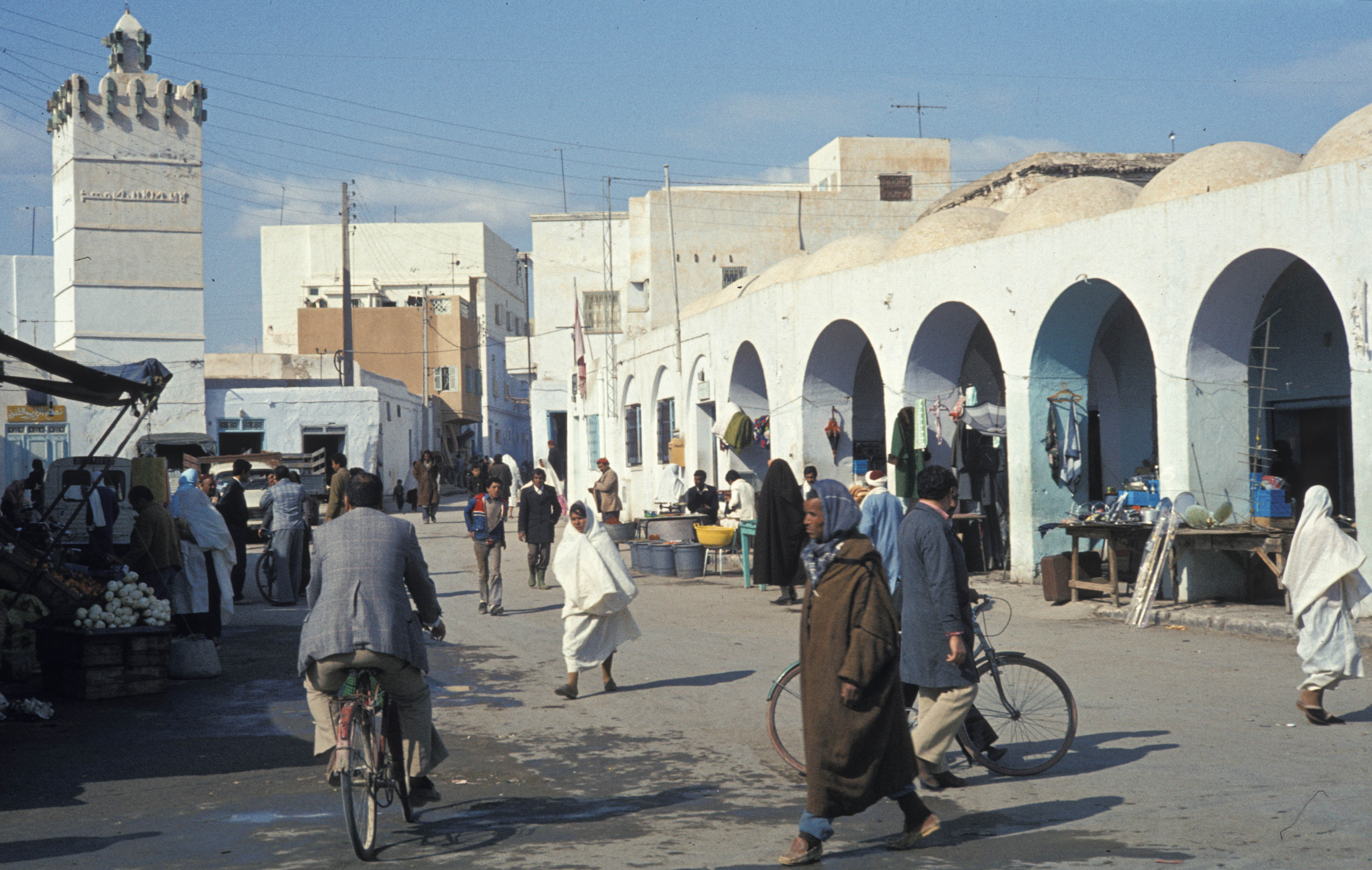
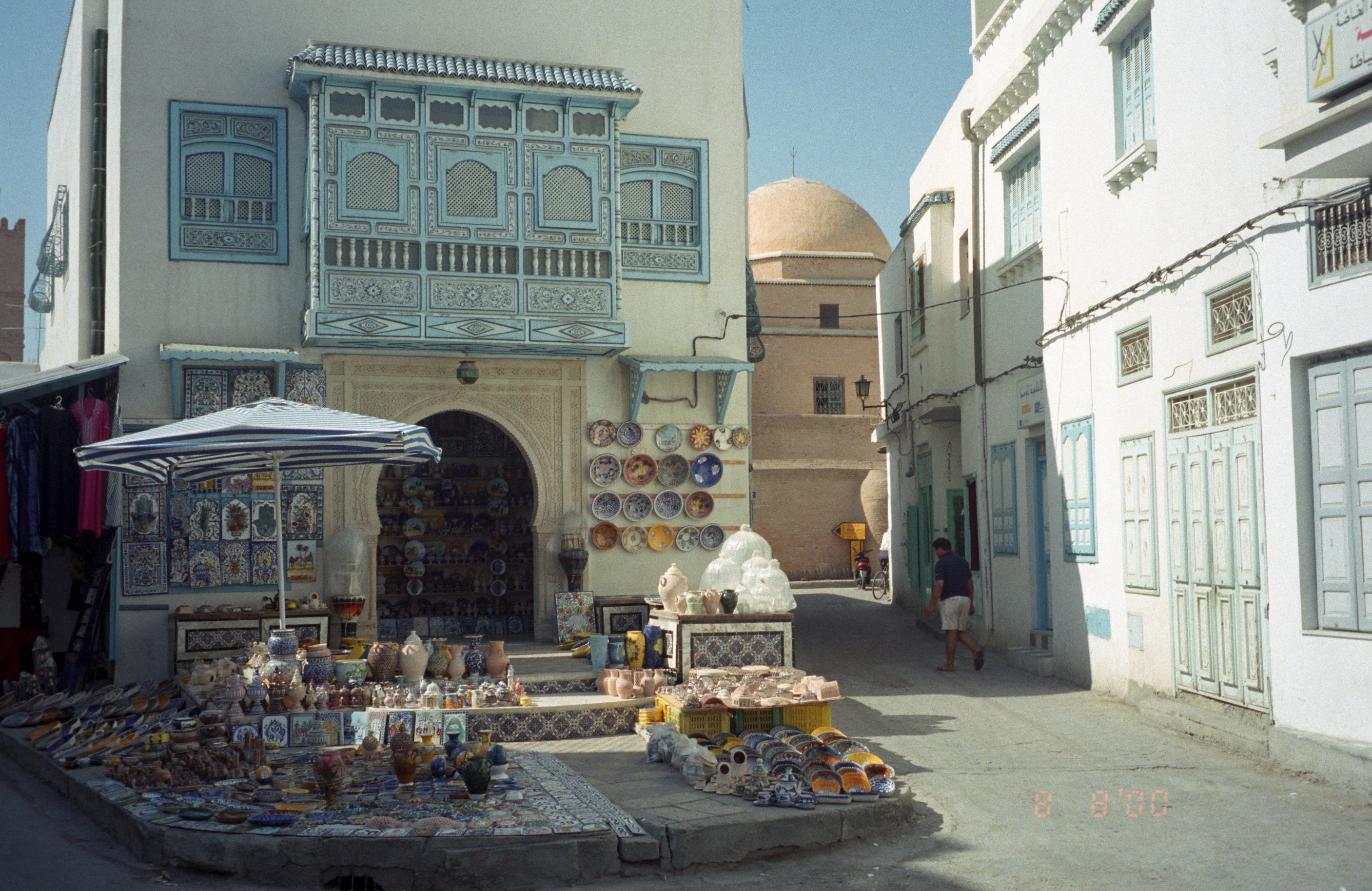